# Mujeres de El Cairo
Mujeres de El Cairo (título original: Ehky ya Scheherazade) es una película egipcia dirigida por Yousry Nasrallah en 2009.

## Sinopsis
El Cairo hoy en día. Hebba, una presentadora de televisión, tiene un exitoso programa de debates políticos en una cadena privada. Karim, su marido, es el director adjunto de un periódico propiedad del gobierno; sueña con ser el director. Los peces gordos del partido le convencen de que las intromisiones de su mujer en el plano político ponen en peligro su promoción. Sirviéndose de su encanto y de sus armas sexuales, convence a Hebba para que escoja temas sociales que no afecten al gobierno.

## Estreno
Mujeres del Cairo se estrenó en la 66.ª edición de la Mostra de Venecia, y tuvo el premio a la mejor película en el Festival de Cine Africano de Verona en 2009.

## Premios
- Festival de cine de Venecia 2009.
- Festival de los Tres Continentes (Nantes), Francia 2009.